# Adesmia ragonesei
Adesmia ragonesei es una especie de planta floral del género Adesmia, categorizada en la tribu Dalbergieae, de la familia Fabaceae.

## Distribución
Especie nativa de Argentina. Crece en el bioma templado.

## Taxonomía
Fue descrita por Burkart y publicada en Darwiniana 12: 334 (1962).